# ボル (セルビア)
ボル（セルビア語: Bor/Бор）は、セルビア東部の町及び基礎自治体で、1903年からフランス企業が操業を開始したヨーロッパでも最大規模の銅鉱山があり、ボル郡の行政的な中心都市である。人口は市街地で33,328人、基礎自治体全体では48,155人である。

## 地勢
バニスコ・ポリェ（Banjsko Polje）やスパの町であるブレストヴァチュカ・バニャ(Brestovačka Banja）、ボルスコ・イェゼロ（Borsko Jezero）の湖、ストル山（Stol/Стол）などボル周辺部には自然が美しい場所が多くある。近くにはツルニ・ヴルフ山(Crni Vrh/Црни врх)などもある。

## 歴史
新石器時代のブバニィ・サルクツァ文化 ( Bubanj-Salkuca)の陶磁器や動物や人の小さな像がボルのクリヴェリ村（Krivelj/Кривељ)で発見されている。1903年、ボルに銅鉱山が操業を開始したがこれは町の開発にとっては重要な出来事であった。ハンガリーの詩人ラドノーティ・ミクローシュはボルの銅鉱山で強制労働に就かされた1944年に美しい詩を作っている。
1947年よりボルは公式に町の地位を得ている。当時の人口は11,000人であった。

## 経済
1990年代中頃、当時のユーゴスラビア連邦共和国は経済制裁を受けており1970年代から1980年代にかけて繁栄した鉱山の生産量は減少していた。埋蔵量の減少や新たな機器の導入による効率的に高品質な採掘が出来ないことから先細りしていた。銅鉱はボルの経済の基本となるもので、減産の影響は町全体で見られた。2007年6月に鉱山会社RTB Borはルーマニアの企業Cupromに4億ドルで売却される計画がありCupromはRTB Borやの生産設備の近代化やマイダンペク鉱山の採掘量水準の改善を誓約した。この契約内容はボルにとって経済改革を素早く行うために必要な画期的なものと考えられていた。
しかしながら、Cupromsは期限までに資金が間に合わずセルビア政府は契約を破棄し再びこれらの施設の民営化の売却にかけられた。2008年2月7日、セルビア東部をベースに採掘や精錬を行うオーストリアの合弁企業A-TECが4億6千6百万ドルで獲得し、さらにその後の2年間で2億3千7百万ドルが費やされることになっている。買収した企業には4,691人の従業員の雇用維持が義務付けられた。2008年11月現在のボル市民の月当たりの平均収入は730ドルであった。A-TECは2度目の支払いが期限までに行うことが出来なかったため、民営化担当局は新たな入札を行ったが失敗に終わっており民営化計画は順調にいっていない。

## 姉妹都市
- バール, モンテネグロ
- ル＝クルーゾ, フランス
- フメリニツキー, ウクライナ
- キトウェ, ザンビア
- ヴラツァ, ブルガリア